# (39516) Lusigny
1987 OO (asteroide 39516) é um asteroide da cintura principal. Possui uma excentricidade de 0.23090230 e uma inclinação de 10.67960º.
Este asteroide foi descoberto no dia 27 de julho de 1987 por Eric Walter Elst em Haute Provence.